# 672.
◄ | 6. stoljeće | 7. stoljeće | 8. stoljeće | ►
◄ | 640-ih | 650-ih | 660-ih | 670-ih | 680-ih | 690-ih | 700-ih | ►
◄◄ | ◄ | 669. | 670. | 671. | 672. | 673. | 674. | 675. | ► | ►►
Astronomija • Književnost • Kršćanstvo • Pravo • Promet

## Smrti
- 27. siječnja – Vitalijan, papa

## Vanjske poveznice
|  | Zajednički poslužitelj ima još gradiva o temi 672. |